# موطن أصلي

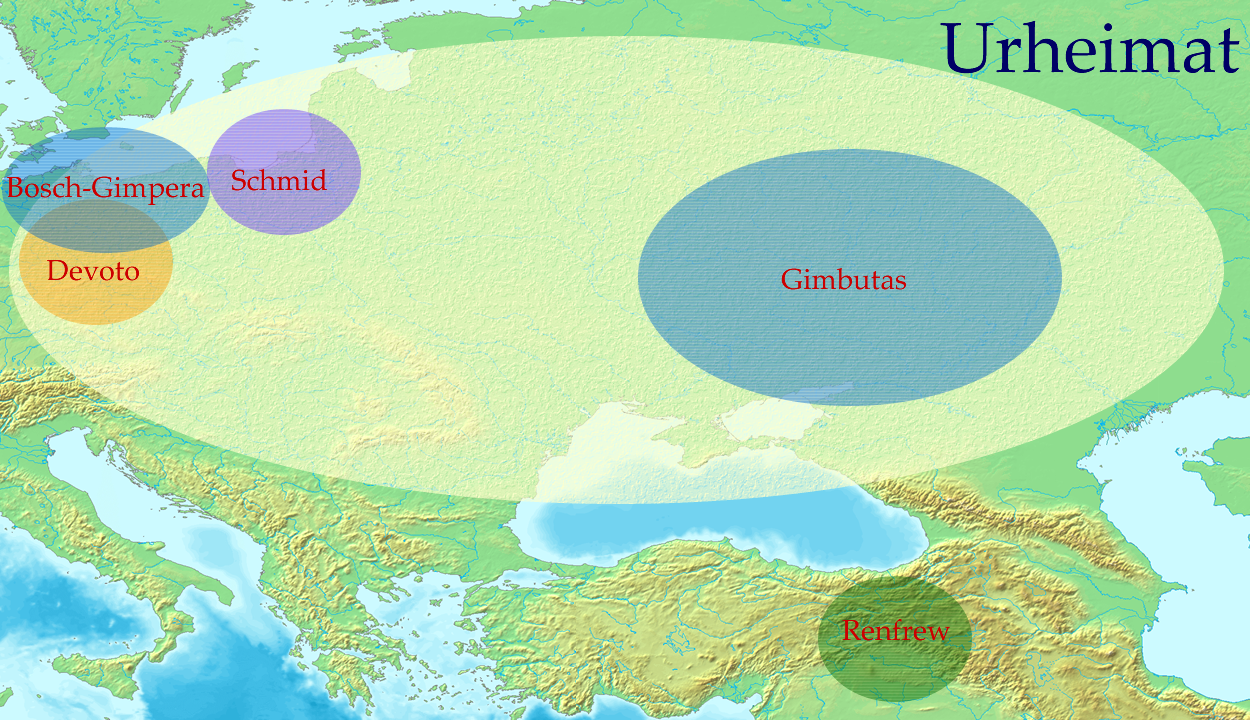

موطن أصلي أو موطن عتيق يُفهم على أنه المنطقة المحتملة التي أمكن استنتاجها بمناهج لغوية أو آثارية، حيث يكون الكلام فيها بلغة بدائية محددة، ووالتي عادة ما تكون مُستنتجة كذلك، أي الصيغة العتيقة المشتركة لعائلة لغوية. بمعنى أوسع، الموطن الأصلي هو منطقة منشأ الشعوب أو المجموعات الإثنية الموثقة تاريخياً أو التي لا تزال موجودة.

## نشأة واستخدام مصطلح الموطن الأصلي
يستخدم المصطلح الألماني الموطن الأصلي Urheimat اليوم ككلمة أجنبية مستعارة في اللغة الإنجليزية، المصطلح موجود في المناقشة حول أصل المتحدثين باللغة الهندوجرمانية البدئية التي تم اسبناؤها، والتي حاول المرء في القرن التاسع عشر تحديدها بالحجج اللغوية والآثارية. تناول السؤال تصور العصور القديمة والوسطى لأصول العشائر. نظرًا لأنه يمكن استنتاج نماذج لغوية مسبقة على مستويات مختلفة، فهناك أيضًا «مواطن أصلية» متسلسلة زمنياً. إلا أن علم اللغة يرى الآن أن المجتمعات اللغوية نادراً ما تكون متجانسة وغالباً ما ليس لها هوية إثنية أو قومية مشتركة.
بينما نادرًا ما يُستخدم مصطلح «الموطن الأصلي» في سياق علمي في البلدان الناطقة بالألمانية، فإن المصطلح يستخدم حاليًا في المؤلفات العلمية الإنجليزية للإجابة عن التساؤلات حول مناطق أصل الشعوب أو المجموعات اللغوية غير الهندوجرمانية.

## موطن أصلي هندوجرماني
كما لكل لغة طبيعية، يجب افتراض جماعة لغوية للغة الهندوجرمانية الاصلية المستبناة، والتي كانت تعيش في وقت تطور هذه اللغة في منطقة جغرافية معينة، والتي يشار إليها عمومًا باسم الموطن الأصلي .
لا يوجد لا زمان ولا مكان معروفان وبالتالي موضوع رهن الكثير من التكهنات.
من بين العديد من فرضيات الموطن الأصلي، جرت مناقشة الفرضيتين التاليتين بشكل مكثف مؤخرًا:
- فرضية السهوب أو كورغان، والتي بعد الكثير من العمل التحضيري نظمتها بشكل خاص عالمة الآثار ماريا جيمبوتاس واليوم يعمل على الفرضية بشكل رئيسي ويمثلها عالم الآثار الأمريكي أنتوني David W. Anthony .
- فرضية الأناضول اشتغل عليها عالم الآثار البريطاني رينفرو Colin Renfrew وعدلها عدة مرات.

من ناحية أخرى ، يرفض هاوسلر A. Häusler ، كممثل لما يسمى بمناهضة الهجرة، الموطن الأصلي والهجرات اللاحقة ويدافع عن أطروحة النمو التدريجي معًا.
يمكن العثور على العديد من الحجج التي كانت لا تزال شائعة قبل 50 عامًا في الكتب المدرسية في أوروبا، ولكنها عفا عليها الزمن منذ فترة طويلة. ومن الأمثلة المعروفة حجج الزان والسلمون . تحتوي الكلمة الهندوجرمانية المستبناة (bʰāg-ó-s)على العديد من المعاني المختلفة اليوم لدرجة أنه لا يمكن استنتاج المعنى الأصلي. كذلك الجذر المُستبنى lak̑-so-s (راجع )
مع فرضية الحواف المزمارية (الغلوتية Glottalic theory) أو (الأرمينية) من عام 1995 ومراجعتها في عام 2010  حدد غامكريلدز Gamkrelidze وايفانوف Iwanow موقع الموطن الأصلي الهندوجرماني جنوب القوقاز. تدعم الأبحاث الحديثة جزئيًا هذه الفرضية.

### موطن أصلي هندوإيراني
داخل المجموعة اللغوية الهندوجرمانية الشرقية، تشكل اللغات الإيرانية والهندوآرية (السنسكريتية) وحدة مميزة بشكل واضح. يعتبر الناطقون باللغة الهندوإيرانية الأولية عمومًا هم أتباع حضارة أندرونوفو الآسيوية الوسطى في أواخر الألفية الثالثة وأوائل الألفية الثانية قبل الميلاد.

### موطن أصلي سلافي بلطيقي
لا تزال المرحلة المتوسطة السلافية-البلطيقية المشتركة قيد المناقشة في الدراسات الهندوجرمانية. حدد اودولف Jürgen Udolph  الموطن السلافي الأصلي بمساعدة التسميات المائية في منطقة شمال شرق الكاربات.

### موطن أصلي جرماني
أسلاف القبائل الجرمانية موضوع مثير للجدل، فالنقاش يدور حول مدى تطورهم في شمال ألمانيا وجنوب الدول الاسكندنافية أو إلى حد جنوبًا، على سبيل المثال في ما هو الآن ساكسونيا السفلى وساكسونيا-أنهالت وتورنغن. الأخير هو على سبيل المثال حددها اودولف بتفسيره لأسماء الأماكن والمياه.

### موطن أصلي كلتي
يخمن الموطن الكلتي في الغالب في المنطقة القلب لثقافة اللاتين La Tène وثقافة هالشتات السابقة عليها. مركز ثقافة هالشتات (حوالي 750 إلى 475 قبل الميلاد) كانت منطقة غرب النمسا وبافاريا، المنطقة الأساسية لثقافة لاتين La Tène كانت المنطقة التي تحدها إلى الشمال الغربي في أجزاء من بادن فورتمبيرغ وسويسرا اليوم. ونظرًا لأن الاثنية واللغة (البدائية) الكلتية يفترض أنها أقدم وأن ثقافة هالشتات قد ظهرت كاستمرار من ثقافة أورنفيلد، تعتبر منطقتها الأصلية أيضًا موطنًا كلتيًا محتملًا. ضمن هذه المنطقة، اعتمد اللغويان اودولف، ومؤخرًا بوسيه Peter Busse جبال الألب الغربية ومنطقة وادي الرون (العليا) كنقطة انطلاق لغة كلتية بدائية بسبب أسماء المياه.

### موطن أصلي إيطالي
لا يعرف موطن أصلي للغات الإيطالية خارج إيطاليا. نظرًا لأن العلاقات القرابية بين اللغات الهندوجرمانية الغربية في الدراسات الهندوجرمانية تختلف بشكل كبيراعتمادًا على المؤلف، يجب النظر إلى الاستنتاجات المُستخلصة بحذر شديد. يرى يولر / بادنهير  قربًا خاصًا للغات الأيطالية إلى الكلتية والجرمانية، ثم يخمن وجود موطن أصلي في بوهيميا. من ناحية أخرى، تشير الاكتشافات الأثرية إلى ثقافة بادن في قوس الكاربات كموطن أصلي كلتوإيطالي، والذي يشع بقوة على جانبي جبال الألب، ما قد أدى إلى تطوير اللغات الكلتية في الشمال والإيطالية في الجنوب.

## شعوب أو مجموعات لغوية فينية أوغرية
تحديد موطن أصلي للغات الأورالية الأولية مهمة صعبة بسبب قدم زمن هذه اللغة الأولية. تتوافق نظريات التصنيف المختلفة بشكل وثيق مع فرضيات حول انتشار المجموعة الفرعية اللغوية المعنية من موطن أصلي مفترض إلى منطقتها الجغرافية الحالية. من المفترض بشكل عام أن منطقة البداية للغات الفنلندية الأوغرية تقع في منطقة الأورال الوسطى أو الجنوبية مع مركز في غرب سلسلة الجبال. يبدو أن أسلاف السامويدك الحالييين انفصلوا أولاً وتحركوا شرقاً. حدث هذا الأنفصال على الأقل قبل 6000 سنة، إن لم يكن قبل 7000 سنة، الأمر الذي يمكن استنتاجه من العدد الصغير نسبيًا (حوالي 150) من مجموع الكلمات الأورالية المتشابهة. ربما بدأ تقسيم السامودية إلى لغات اليوم منذ حوالي 2000 عام.
كانت المجموعة الفينية أوغرية هي المجموعة الأكبر بكثير. تعود الانقسامات الأولى في هذه المجموعة إلى الألفية الثالثة قبل الميلاد على الأقل. كان ترتيب تعاقب الانقسامات وبالتالي مسار انتشار اللغات الفينية أوغرية موضع جدل (مرة أخرى) منذ حوالي عام 1970. منذ دونر Donner 1879، جرى القبول عمومًا أن الأوغرية كانت أول مجموعة تنفصل عن الفنلندية الأوغرية وعادت كبقية للوحدة الفنلندية-البيرمية. النتائج الأحدث  ، من ناحية أخرى، ترى مجموعة سامي الفنلندية كوحدة هامشية، والتي كانت أول ما تفرع في الألفية الثالثة قبل الميلاد من نواة الفنلندية الأوغرية، تلاها لغات موردفينية واللغة المارية (حوالي 2000 قبل الميلاد) وأخيرا لغة البرمي في منتصف الألفية الثانية قبل الميلاد. وكتواة بقيت اللغات التي تطورت منها اللغات الأوغرية. بالفعل يمكن تأريخ الفصل بين الهنعارية واللغات الأوب-أوغرية نحو 1000 قبل الميلاد. انتقل الهنغاريون (التسمية الذاتية: المجريون) منذ عام 500 م مع القبائل التركية غربًا ووصلوا واجتاحوا حوض الكاربات غير المكتظ بالسكان عام 895 م. (الاسم Ungar من لغة تشوفاش أو التركية-البلغارية من on-ogur = عشر قبائل أوغور).

## روابط إنترنت
- بيتر بوين، كورت أويرتيل، كورت لانجوث: حول أصل وانتشار الهندو أوروبية. نقاش. تم استرجاعه في 10 يونيو 2014

## هوامش
1. ↑  Wolfram Euler, Konrad Badenheuer: Sprache und Herkunft der Germanen - Abriss des Protogermanischen vor der Ersten Lautverschiebung. London / Hamburg 2009, ISBN 978-3-9812110-1-6, S. 43–50.
2. ↑  A. Richard Diebold jr.: Contributions to the IE salmon problem. In: Current Progress in Historical Linguistics, Proceedings of the Second International Conference on Historical Linguistics. Amsterdam 1976, ISBN 0-7204-0533-5, S. 341–387 (= North-Holland Linguistic Series 31)
3. ↑  In Defense of Ejectives for Proto-Indo-European (A Response to the Critique of the «Glottalic Theory») (PDF). 2010. مؤرشف من الأصل (PDF) في 2018-01-24.
4. ↑  Udolph, Jürgen: Studien zu slavischen Gewässernamen und Gewässerbezeichnungen: ein Beitrag zur Frage nach der Urheimat der Slaven. Vol. 17. Winter, 1979.
5. ↑  Quelle: P. Busse: اسم ماءة und Urheimat: Ein neuer Ansatz zur Lokalisierung der Urheimat der Kelten? In: Helmut Birkhan (Hrsg.): Kelten-Einfälle an der Donau. Verlag der Österreichischen Akademie der Wissenschaften, Wien 2005.
6. ↑  vgl. Wolfram Euler 2009, S. 24–27.
7. ↑  David W. Anthony: The Horse, the Wheel, and Language. How Bronze-age Riders from the Steppes Shaped the Modern World. Princeton University Press, Princeton u. a. 2007, S. 367.
8. ↑  Sammallahti 1984 und 1998, Viitso 1996